# Johnny Mercer
John Herndon Mercer (født 18. november 1909 i Savannah, Georgia, USA, død 25. juni 1976 i Bel Air, California) var en populær amerikansk sangskriver og sanger. Fra omkring 1935 til 1955 var mange af de sange, han skrev og sang, blandt de mest populære hits. Han skrev tekst til mere end 1000 sange. Han skrev sange til film og Broadway shows. Han fik 19 oscarnomineringer. Han var tilknyttet Capitol Records.

## Oscars
Mercer vandt oscaren for bedste sang fire gange:
- «On the Atchison, Topeka and the Santa Fe» (1946) (musik af Harry Warren) for The Harvey Girls
- «In The Cool, Cool, Cool Of The Evening» (1951) (musik af Hoagy Carmichael) for Here Comes The Groom
- «Moon River» (1961) (musik af Henry Mancini) for Breakfast at Tiffany's
- «Days of Wine and Roses» (1962) (musik af Henry Mancini) for Days of Wine and Roses

## Sange
Mercer skrev mange flere sange, nogle af dem står i The Great American Songbook.
- «Lazybones» (1933) (musik Hoagy Carmichael)
- «P.S. I Love You» (1934) (musik Gordon Jenkins)
- «Goody Goody» (1936) (musik Matty Maineck)
- «I'm an Old Cowhand from the Rio Grande» (1936)
- «Hooray for Hollywood» (1937) (musik Richard A. Whiting)
- «Too Marvelous for Words» (1937) (musik Richard A. Whiting)
- «You Must Have Been a Beautiful Baby» (1938) (musik Harry Warren)
- «Jeepers Creepers» (1938) (musik Harry Warren)
- «And The Angels Sing» (1939) (musik Ziggy Elman)
- «Day In, Day Out» (1939) (musik Rube Bloom)
- «Fools Rush In» (1940) (musik Rube Bloom)
- «Blues In The Night» (1941) (musik Harold Arlen)
- «I Remember You» (1941) (musik Victor Schertzinger)
- «Tangerine» (1941) (musik Victor Schertzinger)
- «This Time the Dream's on Me» (1941) (musik Harold Arlen)
- «Hit The Road To Dreamland» (1942) (musik Harold Arlen)
- «That Old Black Magic» (1942) (musik Harold Arlen)
- «Skylark» (1942) (musik Hoagy Carmichael)
- «Dearly Beloved» (1942) (musik Jerome Kern)
- «I'm Old Fashioned» (1943) (musik Jerome Kern)
- «One for My Baby (and One More for the Road)» (1943) (musik Harold Arlen)
- «Dream» (1943) (tekst og musik Johnny Mercer)
- «Ac-Cent-Tchu-Ate the Positive» (1944) (musik Harold Arlen)
- «Out of This World» (1945) (musik Harold Arlen)
- «Laura» (1945) (musik David Raksin)
- «Trav'lin' Light» (1946) (musik Jimmy Mundy og James Osborne "Trummy" Young)
- «Any Place I Hang My Hat Is Home» (1946) (musik Harold Arlen)
- «Come Rain Or Come Shine» (1946) (musik Harold Arlen)
- «Autumn Leaves» (1947) (musik Joseph Kosma)
- «Glow Worm» (1952) (musik Paul Lincke)
- «Satin Doll» (1953) (musik Duke Ellington)
- «Something's Gotta Give» (1954) (tekst og musik Johnny Mercer)
- «Moon River» (1961) (musik Henry Mancini)
- «Days of Wine and Roses» (1962) (musik Henry Mancini)
- «Charade» (1963) (musik Henry Mancini)
- «Midnight Sun» (musik Lionel Hampton and Sonny Burke)
- «Summer Wind» (1965) (musik Henry Mayer)
- «Drinking Again» (med Doris Tauber)
- «When October Goes» (musik Barry Manilow)